# Amala
Amala é o álbum de estúdio de estreia da cantora e rapper norte-americana Doja Cat, lançado em 30 de março de 2018, através da Kemosabe e RCA Records. A versão deluxe do álbum foi lançada em 1 de março de 2019 e contém os singles "Juicy", "Tia Tamera" e "Mooo!". A própria Doja Cat expressou um forte desdém pelo disco, afirmando que este não a representa inteiramente como artista. Ela também declarou que acredita que não é um "álbum finalizado", em parte devido à sua constante festa e ao seu alto nível em marijuana durante a sua gravação.
Em seu lançamento, Amala foi inicialmente um fracasso comercial e foi largamente ignorado pelos críticos. Só mais tarde, em agosto de 2018, o álbum e Doja Cat como um todo ganhariam atenção, uma vez que a sua canção "Mooo!" se tornou um meme da internet. Como resultado, "Candy" e "Juicy" tornaram-se sucessos, e o álbum finalmente estreou na tabela Billboard 200 em agosto de 2019. Amala acabou alcançando o número 138 na tabela em novembro de 2019, coincidindo com o lançamento do seu segundo álbum de estúdio, Hot Pink.

## Antecedentes
Em 27 de março de 2018, a gravadora de Doja Cat anunciou o álbum via Twitter. Além de divulgar a data de lançamento do álbum, eles também revelaram o título e sua capa.

## Singles
"Roll With Us" foi lançado como o único single promocional do álbum em 1 de fevereiro de 2018, e entrou na parada Global Viral 50 do Spotify após o lançamento. O primeiro single do álbum, intitulado "Go To Town", foi lançado em 9 de março de 2018 junto com um videoclipe. Doja Cat ainda promoveu o single, aparecendo no programa "Verified", da Genius.
Uma semana antes do lançamento do álbum, "Candy", foi lançada como o segundo single do álbum em 23 de março de 2018. Apenas um ano depois, a faixa se tornou um sucesso após um desafio de dança no aplicativo TikTok se tornou viral no final de 2019. Consequentemente, o single chegou a países como Austrália, Canadá e Estados Unidos, sendo este último na posição 86 na Billboard Hot 100 tornando-se sua primeira entrada solo na parada.
A canção "Mooo!" foi originalmente lançada em 10 de agosto de 2018 exclusivamente para o YouTube como um videoclipe. A faixa se tornou a primeira de Doja a se tornar um fenômeno viral, e eventualmente ultrapassou mais de oitenta milhões de visualizações no Youtube a partir de outubro de 2020. A faixa foi posteriormente lançada comercialmente em serviços de streaming, e mais tarde serviu como o primeiro single da edição deluxe do álbum. O segundo single da edição deluxe (quarto no geral), intitulado "Tia Tamera", foi lançado em 31 de janeiro de 2019 em colaboração com o rapper americano Rico Nasty. Um videoclipe foi lançado em 21 de fevereiro de 2019.

## Faixas
| Amala – Edição padrão |                                 |                                |         |  |
| N.º                   | Título                          | Produtor(s)                    | Duração |  |
| 1.                    | "Go to Town"                    | Tizhimself Yeti Beats          | 3:37    |  |
| 2.                    | "Cookie Jar"                    | Chahayed Yeti Beats The Arcade | 3:19    |  |
| 3.                    | "Roll With Us"                  | Yeti Beats Tizhimself Chahayed | 3:00    |  |
| 4.                    | "Wine Pon You" (part. Konshens) | Yeti Beats                     | 3:39    |  |
| 5.                    | "Fancy"                         | Yeti Beats Doja Cat            | 2:59    |  |
| 6.                    | "Wild Beach"                    | Troy Nöka Yeti Beats           | 3:24    |  |
| 7.                    | "Morning Light"                 | Yeti Beats Cambo               | 3:59    |  |
| 8.                    | "Candy"                         | Yeti Beats Budo Cambo          | 3:10    |  |
| 9.                    | "Game"                          | Yeti Beats Adrian X            | 3:15    |  |
| 10.                   | "Casual"                        | Troy Nöka Yeti Beats           | 4:00    |  |
| 11.                   | "Down Low"                      | Cambo Alizzz                   | 3:31    |  |
| 12.                   | "Body Language"                 | Richie Beats Cambo             | 4:05    |  |
| 13.                   | "All Nighter"                   | Doja Cat Yeti Beats            | 3:13    |  |
| Duração total:        | Duração total:                  | Duração total:                 | 45:13   |  |

| Amala – Deluxe |                                 |                               |         |  |
| N.º            | Título                          | Produtor(s)                   | Duração |  |
| 14.            | "Juicy"                         | Yeti Beats Tyson Trax         | 3:20    |  |
| 15.            | "Tia Tamera" (part. Rico Nasty) | Doja Cat The Arcade           | 3:32    |  |
| 16.            | "Mooo!"                         | Doja Cat Troy Nöka Yeti Beats | 4:45    |  |
| Duração total: | Duração total:                  | Duração total:                | 56:10   |  |

## Desempenho comercial
| Tabela musical (2019)          | Melhor posição |
| ------------------------------ | -------------- |
| Austrália (Hitseekers — ARIA)  | 10             |
| Estados Unidos (Billboard 200) | 138            |

## Turnê
Amala Tour é a segunda turnê da cantora e rapper americana Doja Cat em apoio ao seu álbum de estreia, Amala (2018). A turnê visitou países da América do Norte, Ásia e Oceania, totalizando 78 concertos. O show de início aconteceu no dia 11 de setembro de 2018, em Houston, Estados Unidos. O concerto de término da turnê Amala Tour foi realizado em 8 de março de 2020 em Phoenix, Estados Unidos.

### Datas
| Data                    | Cidade           | Estado               | País           | Local                          |
| ----------------------- | ---------------- | -------------------- | -------------- | ------------------------------ |
| Parte 1                 |                  |                      |                |                                |
| América do Norte        |                  |                      |                |                                |
| 11 de setembro de 2018  | Houston          | Texas                | Estados Unidos | The Bronze Peacock             |
| 12 de setembro de 2018  | Dallas           | Texas                | Estados Unidos | Dada Dallas                    |
| 14 de setembro de 2018  | Austin           | Texas                | Estados Unidos | Barracuda                      |
| 16 de setembro de 2018  | San Antonio      | Texas                | Estados Unidos | Paper Tiger                    |
| 18 de setembro de 2018  | Phoenix          | Arizona              | Estados Unidos | Crescent Ballroom              |
| 19 de setembro de 2018  | Las Vegas        | Nevada               | Estados Unidos | Beauty Bar Las Vegas           |
| 21 de setembro de 2018  | Los Angeles      | California           | Estados Unidos | Echoplex                       |
| 23 de setembro de 2018  | Santa Ana        | California           | Estados Unidos | Constellation Room             |
| 24 de setembro de 2018  | San Francisco    | California           | Estados Unidos | The Independent                |
| 26 de setembro de 2018  | Portland         | Oregon               | Estados Unidos | Doug Fir Lounge                |
| 27 de setembro de 2018  | Tacoma           | Washington           | Estados Unidos | Fawcett Hall at Alma Mater     |
| 29 de setembro de 2018  | Vancouver        | British Columbia     | Canadá         | Fortune Sound Club             |
| 1 de outubro de 2018    | Salt Lake City   | Utah                 | Estados Unidos | Kilby Court                    |
| 2 de outubro de 2018    | Denver           | Colorado             | Estados Unidos | Cervantes' Other Side          |
| 5 de outubro de 2018    | Minneapolis      | Minnesota            | Estados Unidos | Kitty Cat Klub                 |
| 6 de outubro de 2018    | Chicago          | Illinois             | Estados Unidos | The Chop Shop & 1st Ward       |
| 7 de outubro de 2018    | Detroit          | Michigan             | Estados Unidos | El Club                        |
| 9 de outubro de 2018    | Montreal         | Quebec               | Canadá         | Le Belmont                     |
| 10 de outubro de 2018   | Toronto          | Ontario              | Canadá         | Velvet Underground             |
| 12 de outubro de 2018   | Cambridge        | Massachusetts        | Estados Unidos | Sonia Live Music Venue         |
| 14 de outubro de 2018   | Brooklyn         | New York             | Estados Unidos | Music Hall of Williamsburg     |
| 16 de outubro de 2018   | Philadelphia     | Pennsylvania         | Estados Unidos | The Fillmore Philadelphia      |
| 17 de outubro de 2018   | Washington       | District of Columbia | Estados Unidos | Union Stage                    |
| 19 de outubro de 2018   | Atlanta          | Georgia              | Estados Unidos | The Masquerade                 |
| 3 de novembro de 2018   | San Diego        | California           | Estados Unidos | Petco Park                     |
| 29 de novembro de 2018  | Santa Fe         | New Mexico           | Estados Unidos | Meow Wolf                      |
| Parte 2                 |                  |                      |                |                                |
| América do Norte        |                  |                      |                |                                |
| 23 de fevereiro de 2019 | Portland         | Oregon               | Estados Unidos | Reed College                   |
| Europa                  |                  |                      |                |                                |
| 1 de março de 2019      | Stockholm        | Stockholm            | Suécia         | Nalen Klubb                    |
| 2 de março de 2019      | Copenhagen       | Copenhagen           | Dinamarca      | Pumpehuset                     |
| 4 de março de 2019      | Berlin           | Berlin               | Alemanha       | Gretchen                       |
| 5 de março de 2019      | Hamburg          | Hamburg              | Alemanha       | Mojo Club                      |
| 6 de março de 2019      | Amsterdam        | Hamburg              | Países Baixos  | Bitterzoet                     |
| 8 de março de 2019      | Paris            | Hamburg              | França         | Les Étoiles                    |
| 9 de março de 2019      | Brussels         | Brussels             | Bélgica        | Cirque Royal-Koninklijk Circus |
| 11 de março de 2019     | Dublin           | Leinster             | Irlanda        | The Academy                    |
| 13 de março de 2019     | London           | Greater London       | Reino Unido    | XOYO                           |
| América do Norte        |                  |                      |                |                                |
| 16 de março de 2019     | Phoenix          | Arizona              | Estados Unidos | Steele Indian School Park      |
| 18 de março de 2019     | Santa Fe         | New Mexico           | Estados Unidos | Meow Wolf                      |
| 20 de março de 2019     | Dallas           | Texas                | Estados Unidos | Trees                          |
| 23 de março de 2019     | New Orleans      | Luisiana             | Estados Unidos | Mardi Gras World               |
| 20 de abril de 2019     | Detroit          | Michigan             | Estados Unidos | The Farmhouse                  |
| 24 de maio de 2019      | Chicago          | Illinois             | Estados Unidos | Lincoln Hall                   |
| 26 de maio de 2019      | Falcon Heights   | Minnesota            | Estados Unidos | Minnesota State Fairgrounds    |
| 31 de maio de 2019      | Las Vegas        | Nevada               | Estados Unidos | Vinyl at Hard Rock Hotel       |
| 1 de junho de 2019      | San Francisco    | California           | Estados Unidos | The Midway                     |
| 26 de junho de 2019     | Los Angeles      | California           | Estados Unidos | Staples Center                 |
| Europa                  |                  |                      |                |                                |
| 2 de julho de 2019      | London           | Greater London       | Reino Unido    | Heaven                         |
| 4 de julho de 2019      | Birmingham       | West Midlands        | Reino Unido    | O2 Institute2 Birmingham       |
| 5 de julho de 2019      | Manchester       | Greater Manchester   | Reino Unido    | Gorilla                        |
| 7 de julho de 2019      | Turku            | Varsinais-Suomen     | Finlândia      | Ruissalo National Park         |
| América do Norte        |                  |                      |                |                                |
| 8 de agosto de 2019     | Miami            | Florida              | Estados Unidos | 1-800-Lucky                    |
| 11 de agosto de 2019    | Anaheim          | California           | Estados Unidos | Honda Center                   |
| 30 de agosto de 2019    | Cleveland        | Ohio                 | Estados Unidos | Wolstein Center                |
| 6 de setembro de 2019   | Houston          | Texas                | Estados Unidos | Revention Music Center         |
| 7 de setembro de 2019   | Brooklyn         | New York             | Estados Unidos | Genius HQ                      |
| 19 de setembro de 2019  | Honolulu         | Hawaii               | Estados Unidos | The Republik                   |
| Ásia                    |                  |                      |                |                                |
| 24 de setembro de 2019  | Tokyo            | Tokyo                | Japão          | Shibuya WWW X                  |
| Oceania                 |                  |                      |                |                                |
| 27 de setembro de 2019  | Melbourne        | Victoria             | Austrália      | Catani Gardens                 |
| 28 de setembro de 2019  | Henty            | New South Wales      | Austrália      | RNA Showground Precinct        |
| 29 de setembro de 2019  | Perth            | Western Australia    | Austrália      | HBF Arena                      |
| 2 de outubro de 2019    | Melbourne        | Victoria             | Austrália      | Prince Bandroom                |
| 4 de outubro de 2019    | Sydney           | New South Wales      | Austrália      | Oxford Art Factory             |
| 5 de outubro de 2019    | Sydney           | New South Wales      | Austrália      | Centennial Park                |
| América do Norte        |                  |                      |                |                                |
| 14 de outubro de 2019   | Urbana           | Illinois             | Estados Unidos | Foellinger Auditorium          |
| 21 de outubro de 2019   | Brooklyn         | New York             | Estados Unidos | Barclays Center                |
| 29 de outubro de 2019   | Orlando          | Florida              | Estados Unidos | The Social                     |
| 31 de outubro de 2019   | San Francisco    | California           | Estados Unidos | The Midway                     |
| 2 de novembro de 2019   | Arlington        | Texas                | Estados Unidos | AT&T Stadium                   |
| 4 de novembro de 2019   | Las Vegas        | Nevada               | Estados Unidos | MGM Festival Grounds           |
| 7 de novembro de 2019   | New York         | New York             | Estados Unidos | The Dance                      |
| 15 de novembro de 2019  | West Hollywood   | California           | Estados Unidos | 1 Oak                          |
| Europa                  |                  |                      |                |                                |
| 22 de novembro de 2019  | Manchester       | Greater Manchester   | Reino Unido    | Victoria Warehouse             |
| América do Norte        |                  |                      |                |                                |
| 15 de dezembro de 2019  | Los Angeles      | California           | Estados Unidos | Banc of California Stadium     |
| 29 de dezembro de 2019  | South Lake Tahoe | California           | Estados Unidos | Bijou Community Park           |
| 28 de janeiro de 2020   | Las Vegas        | Nevada               | Estados Unidos | Vinyl at Hard Rock Hotel       |
| 29 de fevereiro de 2020 | Denver           | Colorado             | Estados Unidos | Fillmore Auditorium            |
| 7 de março de 2020      | Clearwater       | Florida              | Estados Unidos | Coachman Park                  |
| 8 de março de 2020      | Phoenix          | Arizona              | Estados Unidos | Stratus Event Center           |